# Вирлиця (станція метро)
«Ви́рлиця» — 45-та станція Київського метрополітену. Розташована на Сирецько-Печерській лінії між станціями «Харківська» та «Бориспільська». Відкрита 7 березня 2006 року. Назва — за однойменним озером, розташованим поруч. На станції заставлено тактильне покриття.

## Конструкція
Конструкція станції — колонна двопрогінна мілкого закладення з двома посадочними платформами берегового типу на дузі. Розташована на кривій радіуса 1000 метрів.
Колійний розвиток:станція без колійного розвитку.
Прольоти залу спираються на колони, розташовані між коліями. Підземний вестибюль з'єднаний східцями й ліфтами з посадочними платформами. Виходи зі сходів і ліфтів розташовані у центрі платформ. Підземний вестибюль сполучений з підземним переходом через проспект Миколи Бажана.
«Вирлиця» — перша в Києві підземна станція метро з вигнутою формою платформ і перша підземна станція Київського метрополітену з береговим розташуванням платформ.
На цьому місці спочатку була запланована не станція, а технічна протипожежна платформа. Але, з політичних мотивів, напередодні чергових виборів мера проєкт лінії переробили, й наприкінці 2005 року Містобудівна рада затвердила проєкт спорудження станції на діючій ділянці між станціями «Бориспільська» і «Харківська», поруч із новобудовами. В останні місяці перед відкриттям станції рух поїздів до «Бориспільської» частково перекривали.
Внаслідок неякісного виконання гідроізоляції в перші дні роботи станцію декілька разів підтоплювало, але цю проблему було вирішено.

## Оздоблення
В оздобленні використано світло-сірий граніт з зеленими вставками (зокрема, підлога) і бежевий мармур. Колони викладено сірим мармуром, стелю викладено зеленою металевою «вагонкою». Особливість станції — між коліями встановлено парканчик із рифленого металу, з якого зазвичай роблять будівельні загорожі, пофарбований в темно-синій колір. Між вестибюлем і платформою висить панорамна картина місцевості, де розташована станція. Отже, станція створює відчуття будови.

## Пасажиропотік
| Рік                           | 2009 | 2011 | 2012 | 2013 | 2014 | 2015 | 2016 | 2017 | 2018 |
| ----------------------------- | ---- | ---- | ---- | ---- | ---- | ---- | ---- | ---- | ---- |
| Пасажиропотік, тис. осіб/добу | 7,7  | 7,4  | 7,2  | 7,2  | 6,8  | 6,8  | 6,6  | 6,6  | 6,7  |

## Галерея

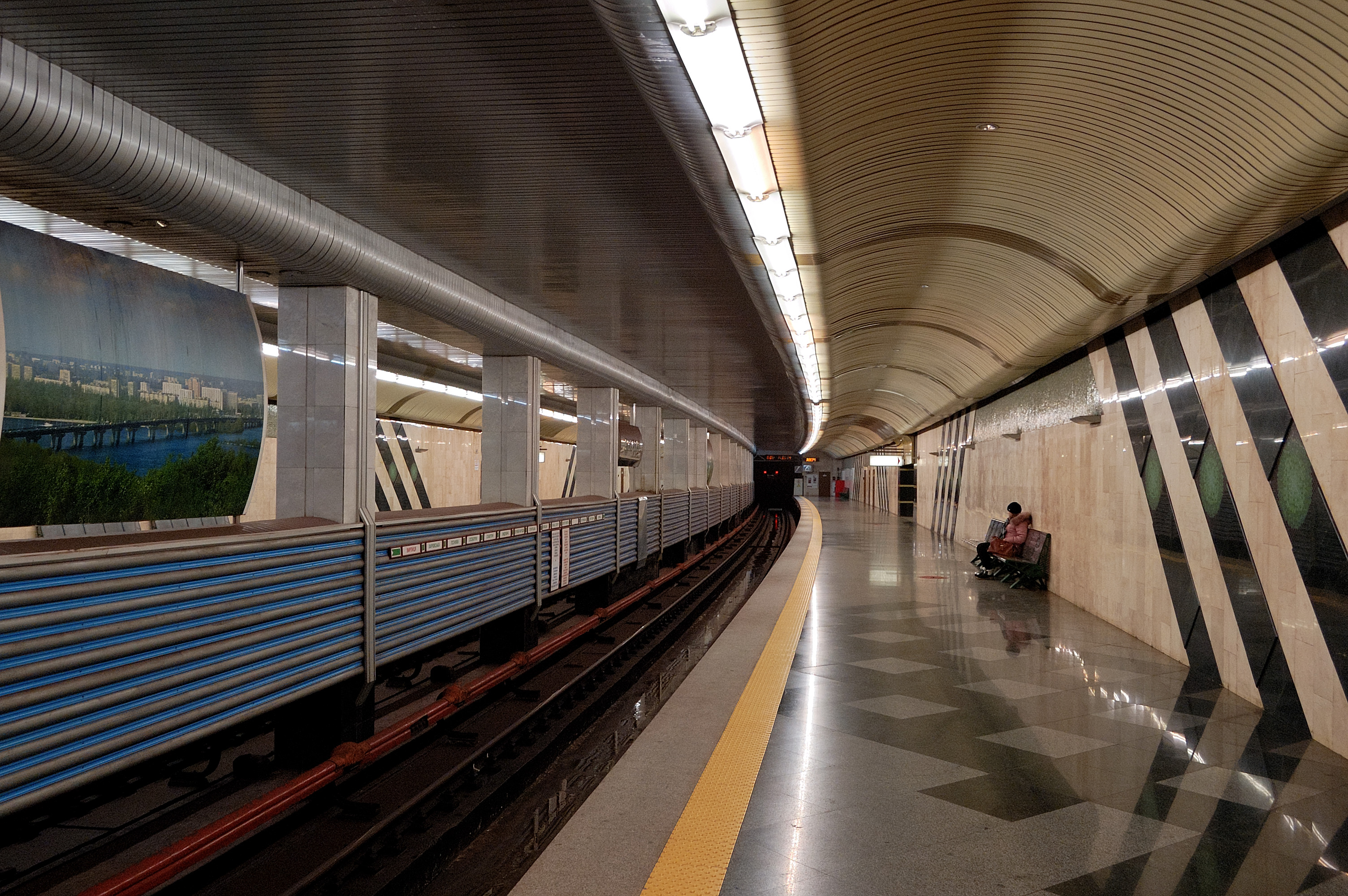
Платформа станції по 2-й колії
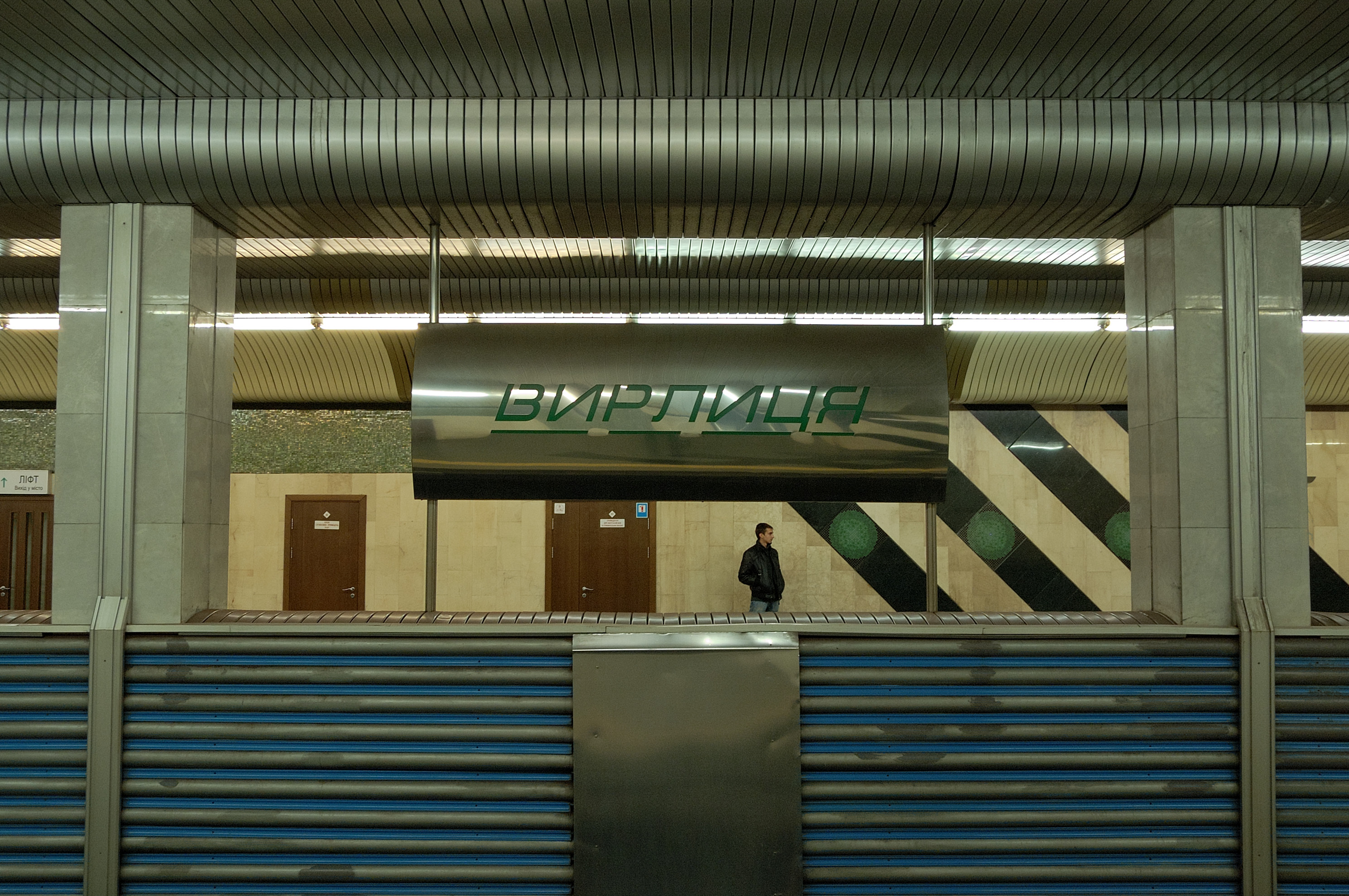
Назва станції
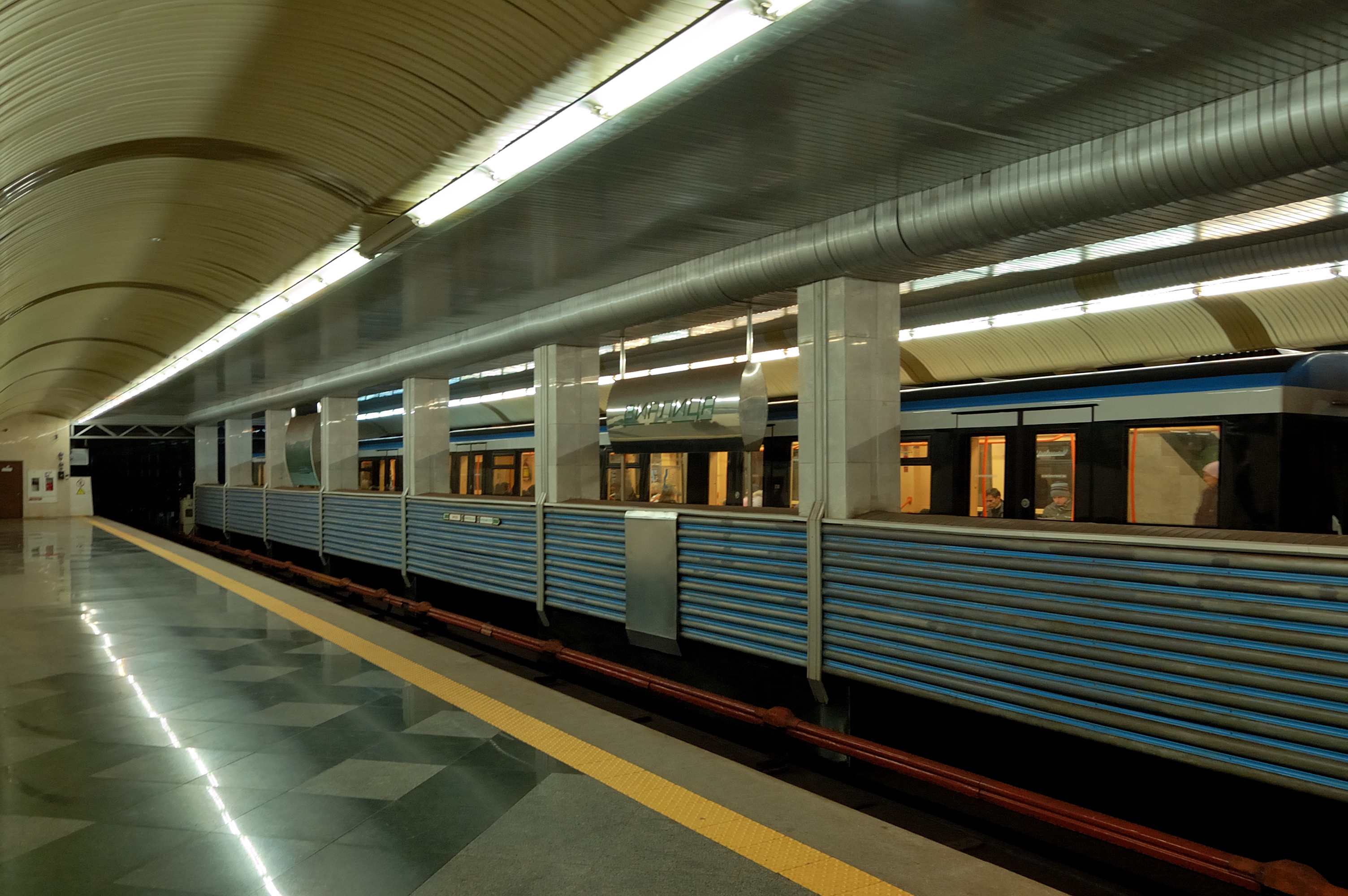
«Крюківський» поїзд на станції
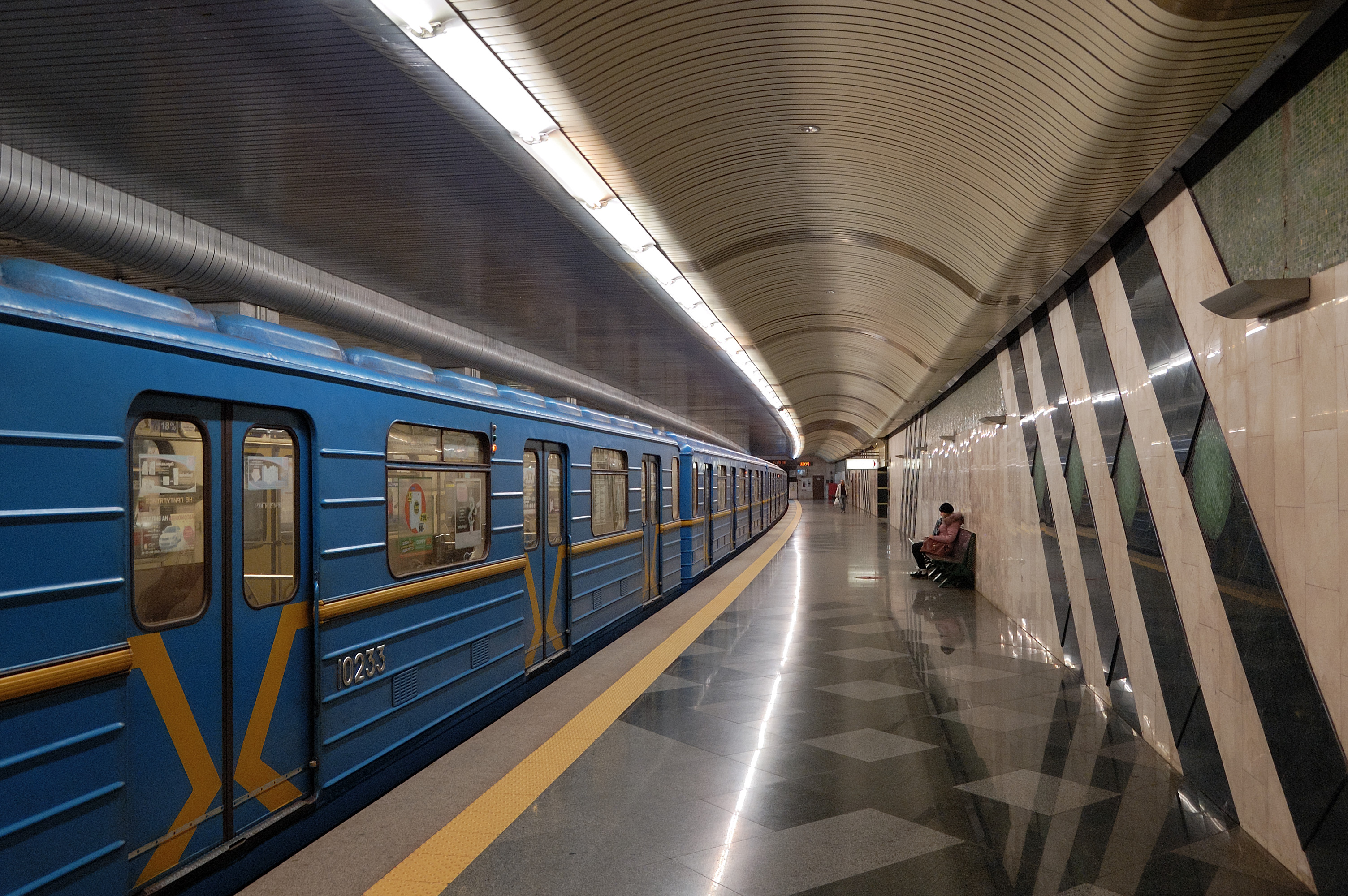
«Номерний» поїзд на станції
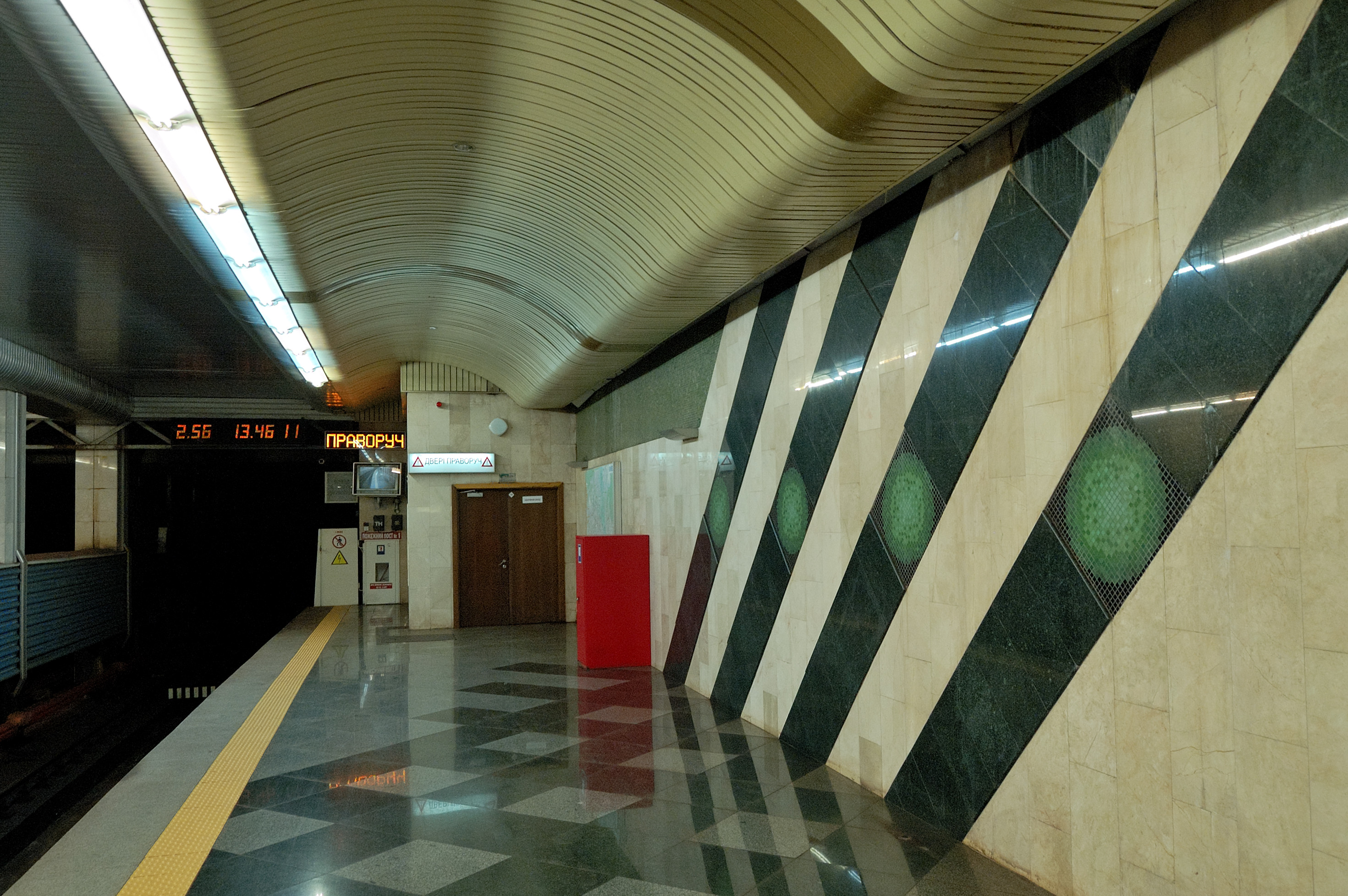
Покажчик «Двері праворуч»
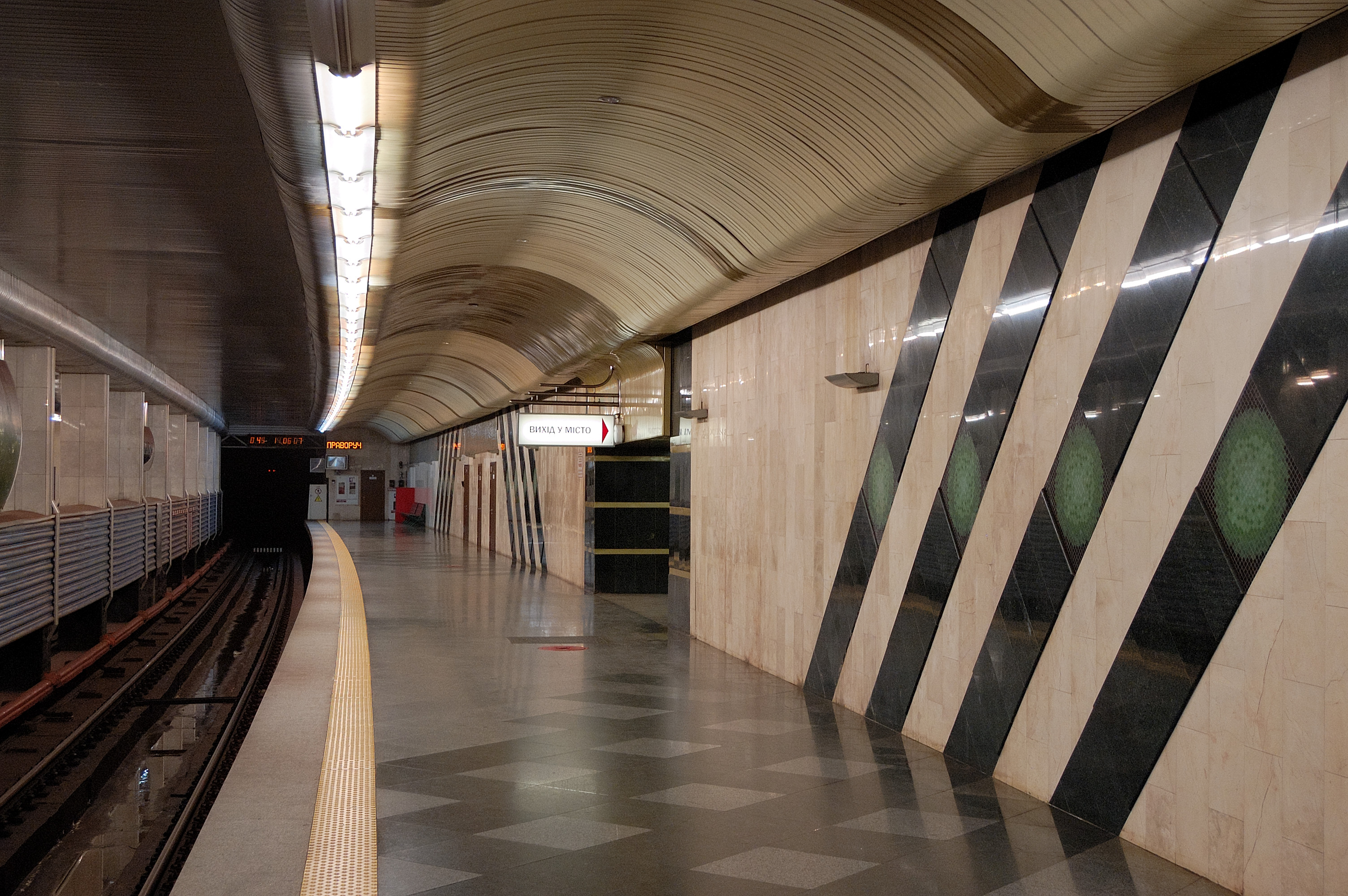
Вихід з платформи
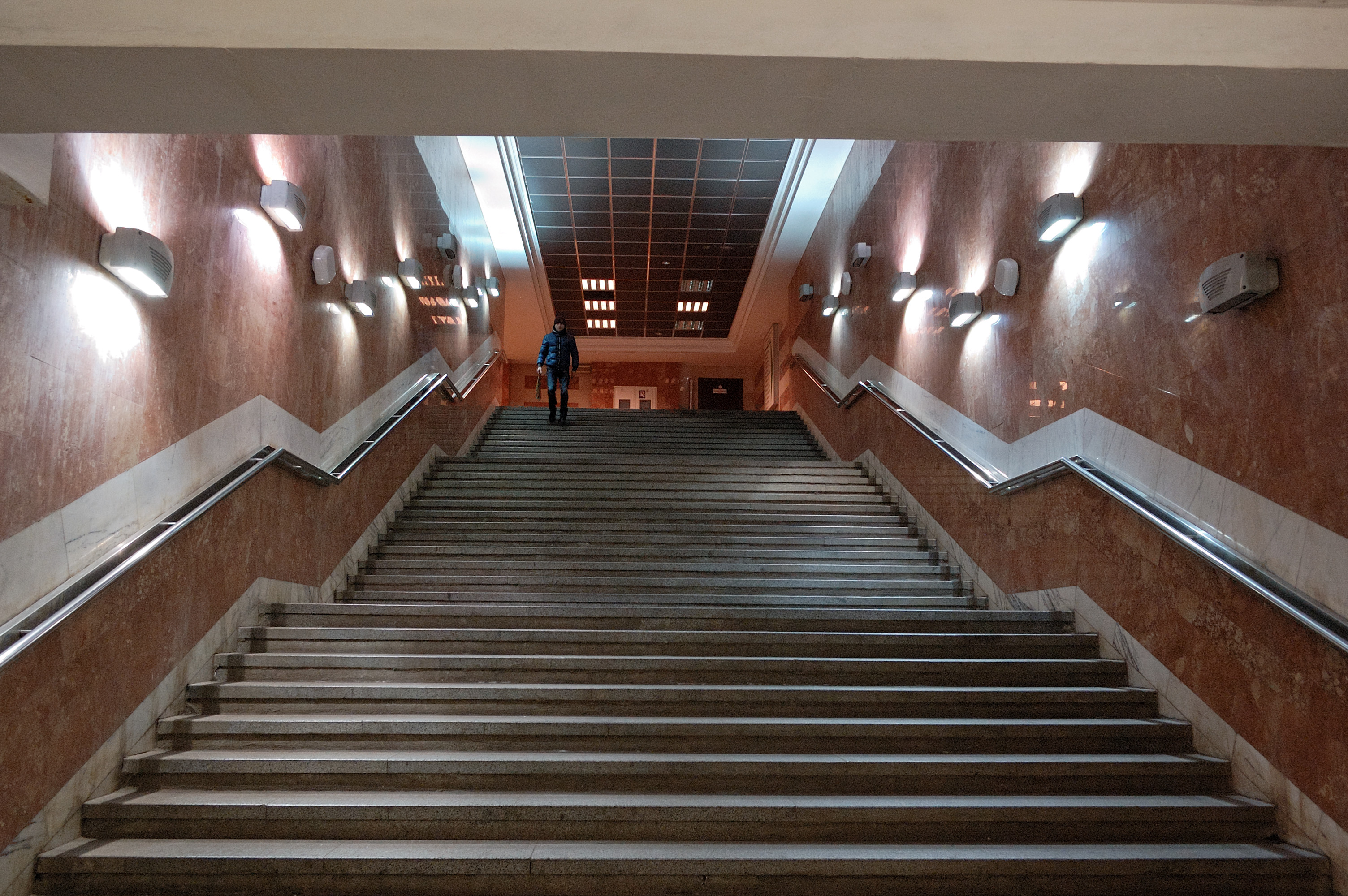
Сходи з платформи
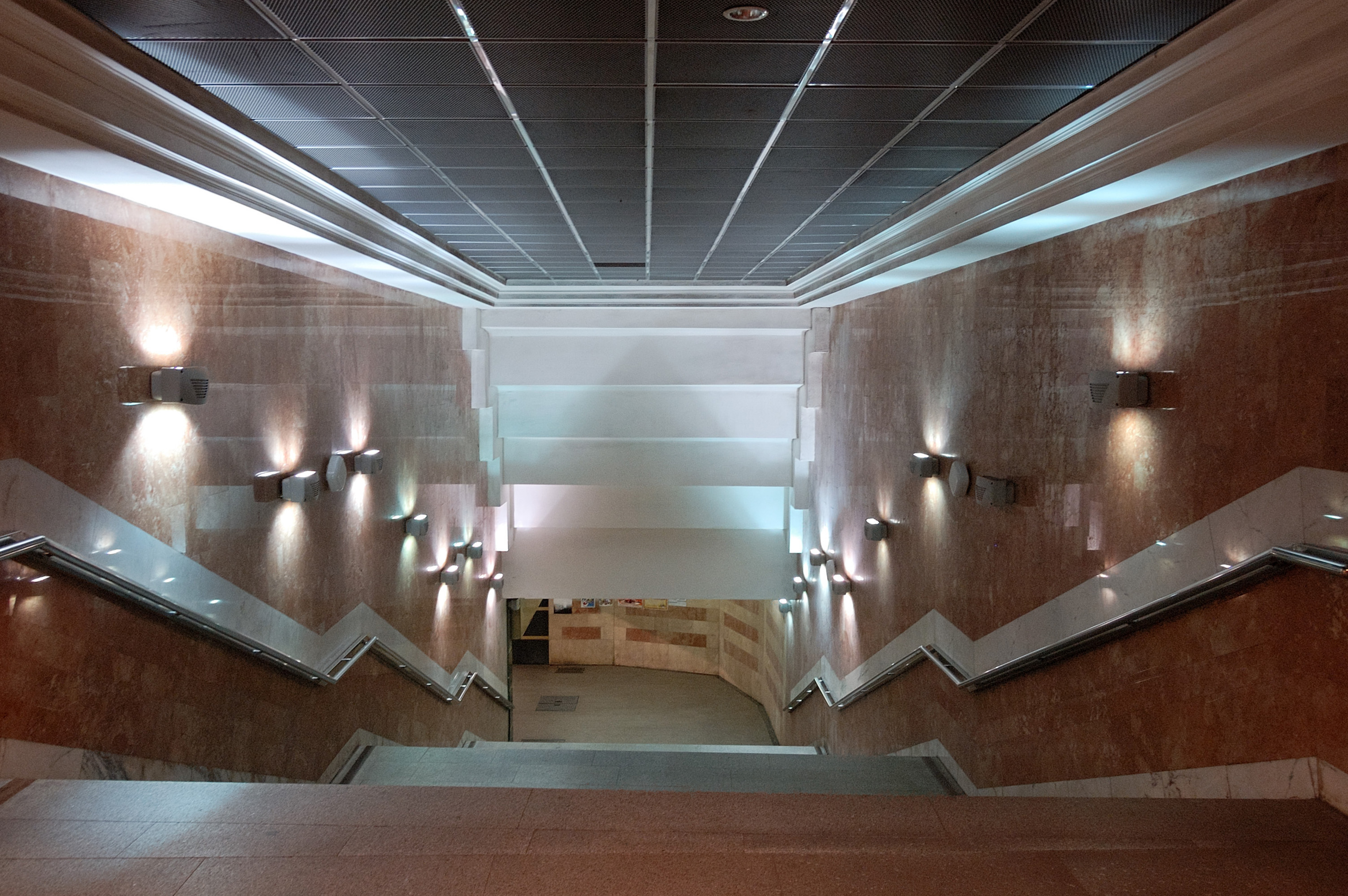
Сходи на платформу
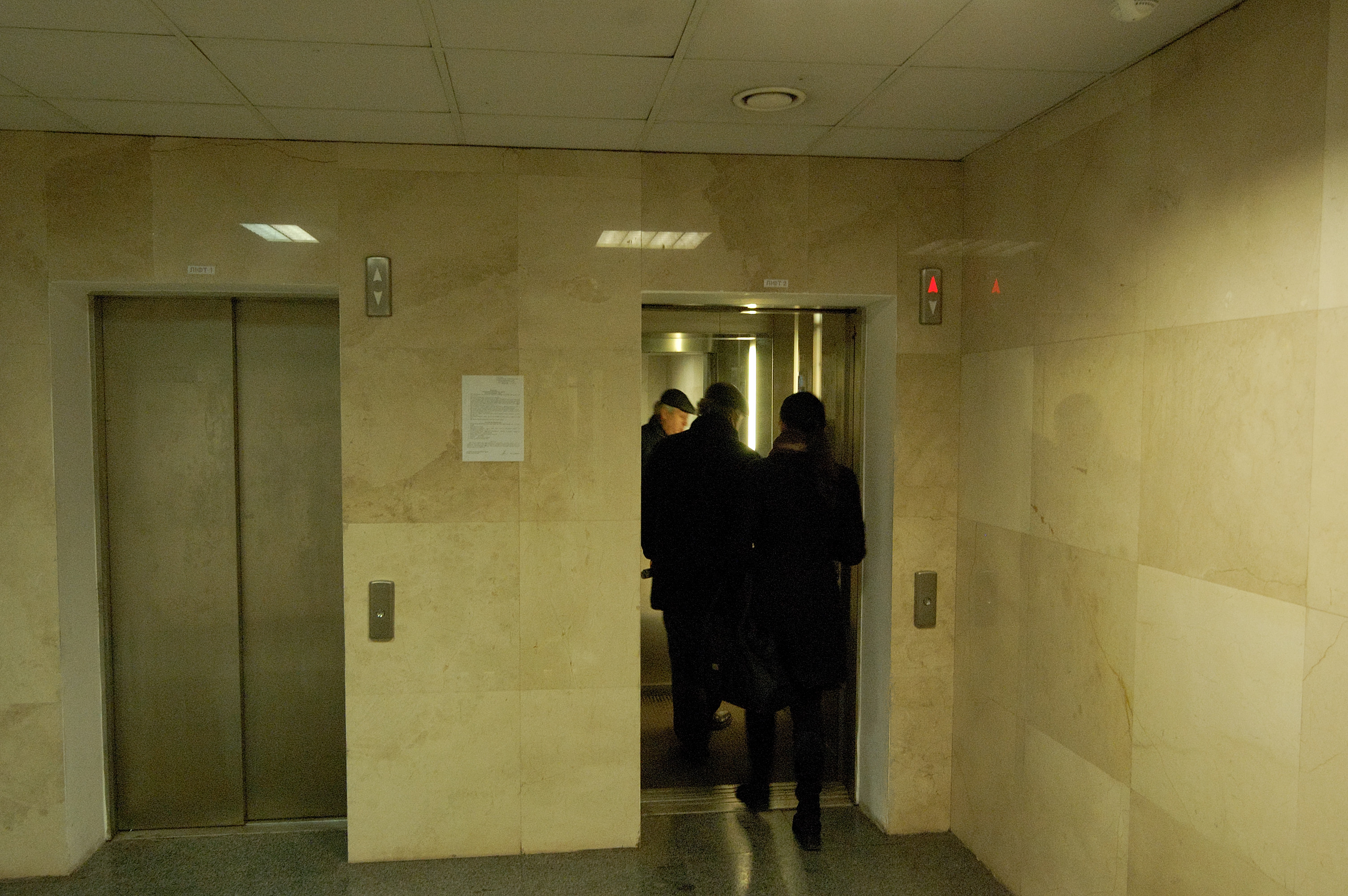
Ліфти на станції
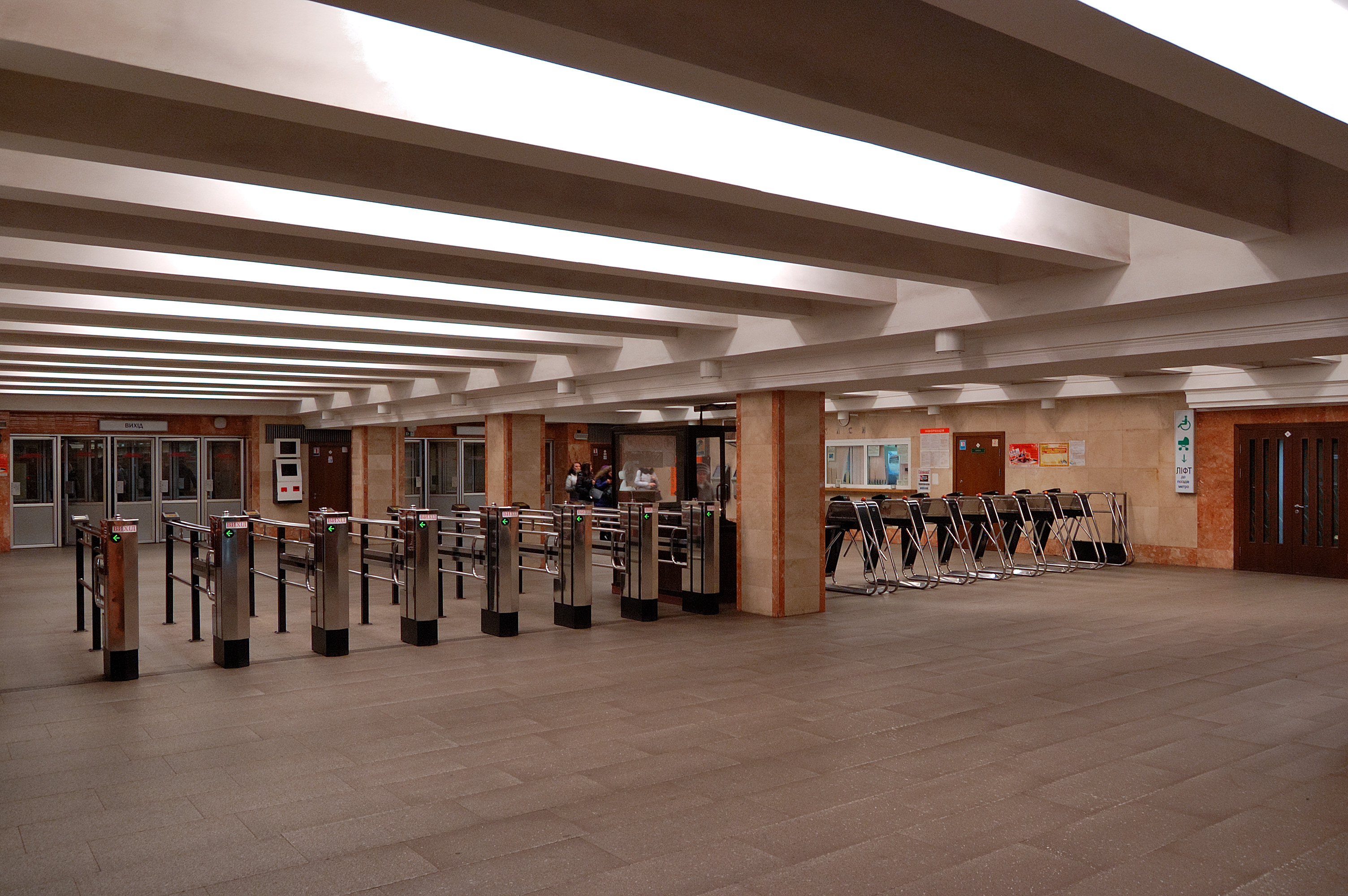
Підземний вестибюль
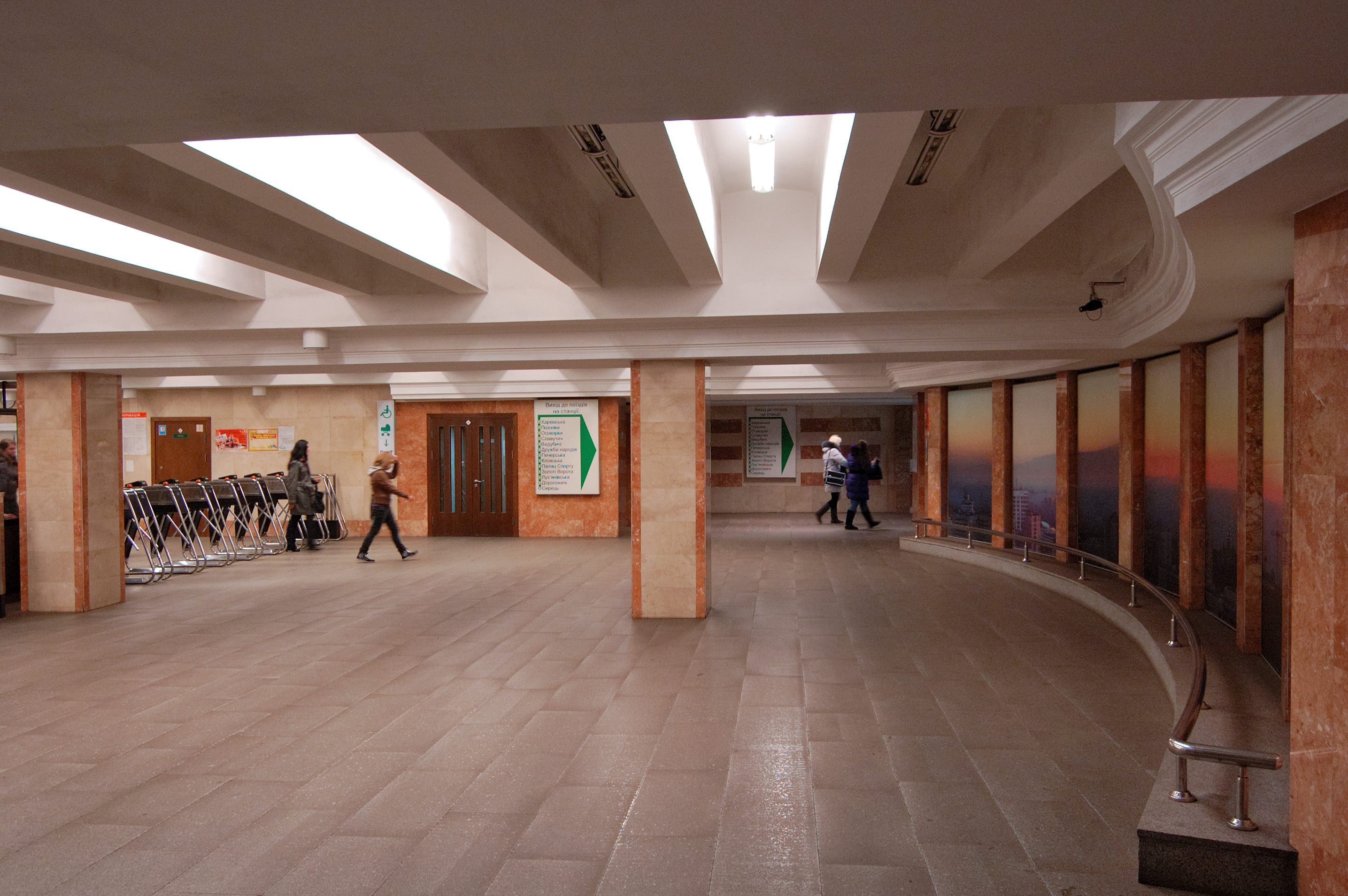
Підземний вестибюль
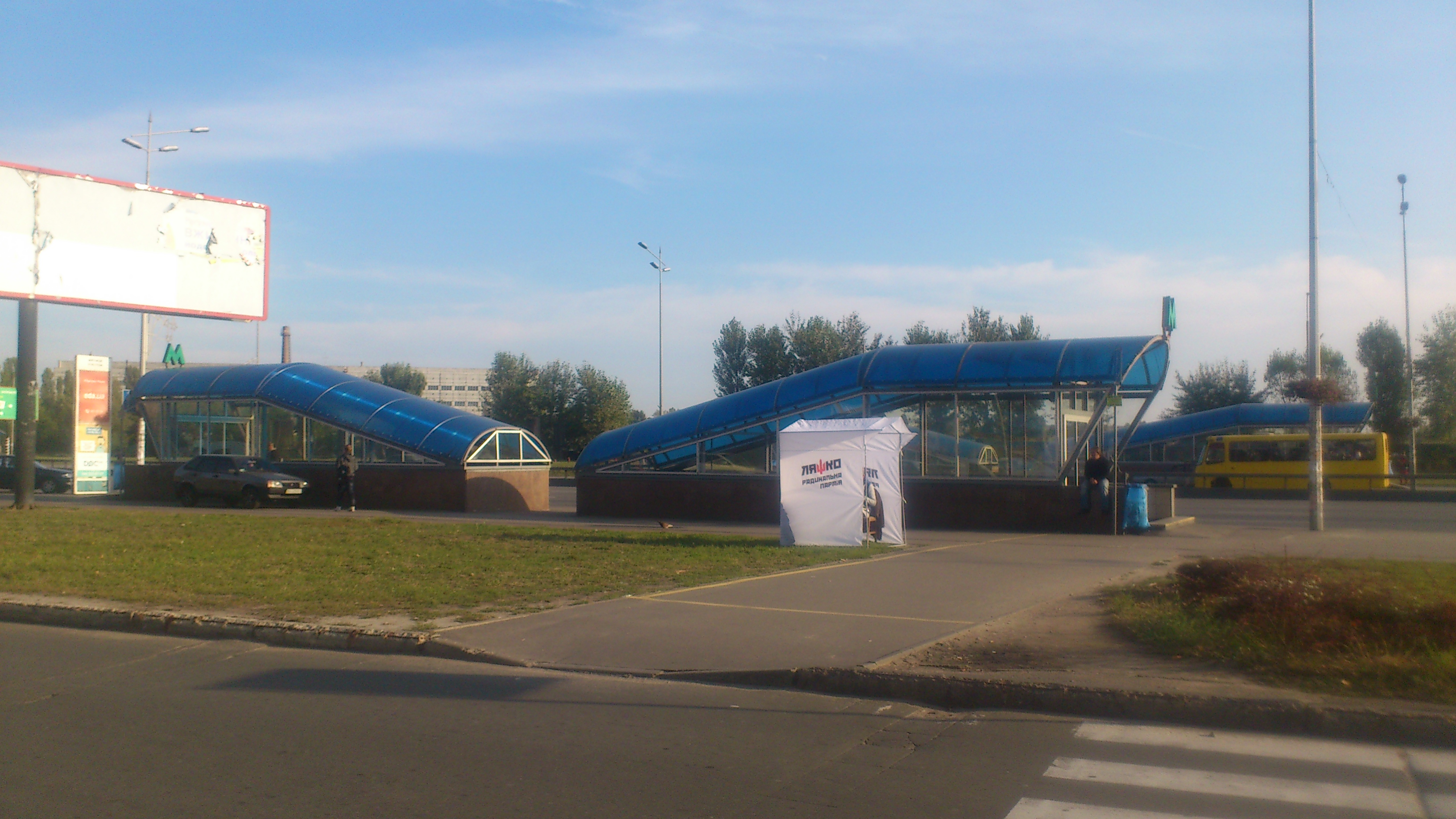
Вид ззовні
Вхід в метро